# Lucien Bataille
Lucien Bataille, nato Lucien Omer André Bataille, (Lumbres, 25 aprile 1877 – Parigi, 28 giugno 1953), è stato un attore francese del cinema muto. Era conosciuto anche con il solo nome Bataille.

## Biografia
Nato a Lumbres, una cittadina della regione Nord-Passo di Calais, nel 1877, esordì nel cinema nel 1911 in un cortometraggio dove aveva come partner Gaston Modot e dove interpretava il personaggio di Zigoto. La serie di film con Zigoto, oltre una ventina di pellicole, gli diede una buona popolarità. Specializzatosi in serial, indossò in seguito i panni di Casimir, diretto dal regista di origine italiana Romeo Bosetti.

## Filmografia
- Zigoto à la fête, regia di Jean Durand (1911)
- Ma tante fait de la peinture, regia di Jean Durand (1911)
- L'Inoubliable berceuse, regia di Jean Durand (1911)
- Le Voyage de l'oncle Jules, regia di Jean Durand (1911)
- Le Mariage de Miss Maud, regia di Jean Durand (1911)
- Le Dernier Mot, regia di Jean Durand (1911)
- La Télémécanique, regia di Jean Durand (1911)
- La Nostalgie de la purée, regia di Jean Durand (1911)
- Zigoto promène ses amis, regia di Jean Durand (1912)
- Zigoto policier trouve une corde, regia di Jean Durand (1912)
- Zigoto plombier d'occasion, regia di Jean Durand (1912)
- Protéa, regia di Victorin-Hippolyte Jasset (1913)
- La rue du pavé d'amour, regia di André Hugon (1923) - lungometraggio
- La Coquille et le Clergyman, regia di Germaine Dulac (1928)